# Myiagra
A Myiagra a madarak osztályának verébalakúak (Passeriformes) rendjébe és a császárlégykapó-félék (Monarchidae) családjába tartozó nem.

## Rendszerezésük
A nemet Nicholas Aylward Vigors és Thomas Horsfield, 1827-ben, az alábbi fajok tartoznak ide:
- guami császárlégykapó (Myiagra freycineti) – kihalt 1983
- karolina-szigeteki császárlégykapó (Myiagra oceanica)
- palaui császárlégykapó (Myiagra erythrops)
- Pohnpei császárlégykapó (Myiagra pluto)
- maluku-szigeteki császárlégykapó (Myiagra galeata)
- biak-szigeti császárlégykapó (Myiagra atra)
- ólomszínű császárlégykapó (Myiagra rubecula)
- salamon-szigeteki császárlégykapó (Myiagra ferrocyanea)
- makira-szigeti császárlégykapó (Myiagra cervinicauda)
- új-kaledóniai császárlégykapó (Myiagra caledonica)
- vanikorói császárlégykapó (Myiagra vanikorensis)
- szamoai császárlégykapó (Myiagra albiventris)
- azúrkoronás császárlégykapó (Myiagra azureocapilla)
- barnatorkú császárlégykapó (Myiagra castaneigularis)[1]
- szélescsőrű császárlégykapó (Myiagra ruficollis)
- selymes császárlégykapó (Myiagra cyanoleuca)
- fénylő császárlégykapó (Myiagra alecto)
- bársonyos császárlégykapó (Myiagra hebetior)
- Myiagra nana
- fehérállú császárlégykapó (Myiagra inquieta)